# Corymbia ficifolia
Corymbia ficifolia,  o  eucalipto rojo, eucalipto de flores rojas (previamente Eucalyptus ficifolia)  es uno de los árboles ornamentales más comúnmente plantados que están relacionados con la más amplia familia de los Eucalyptus. 

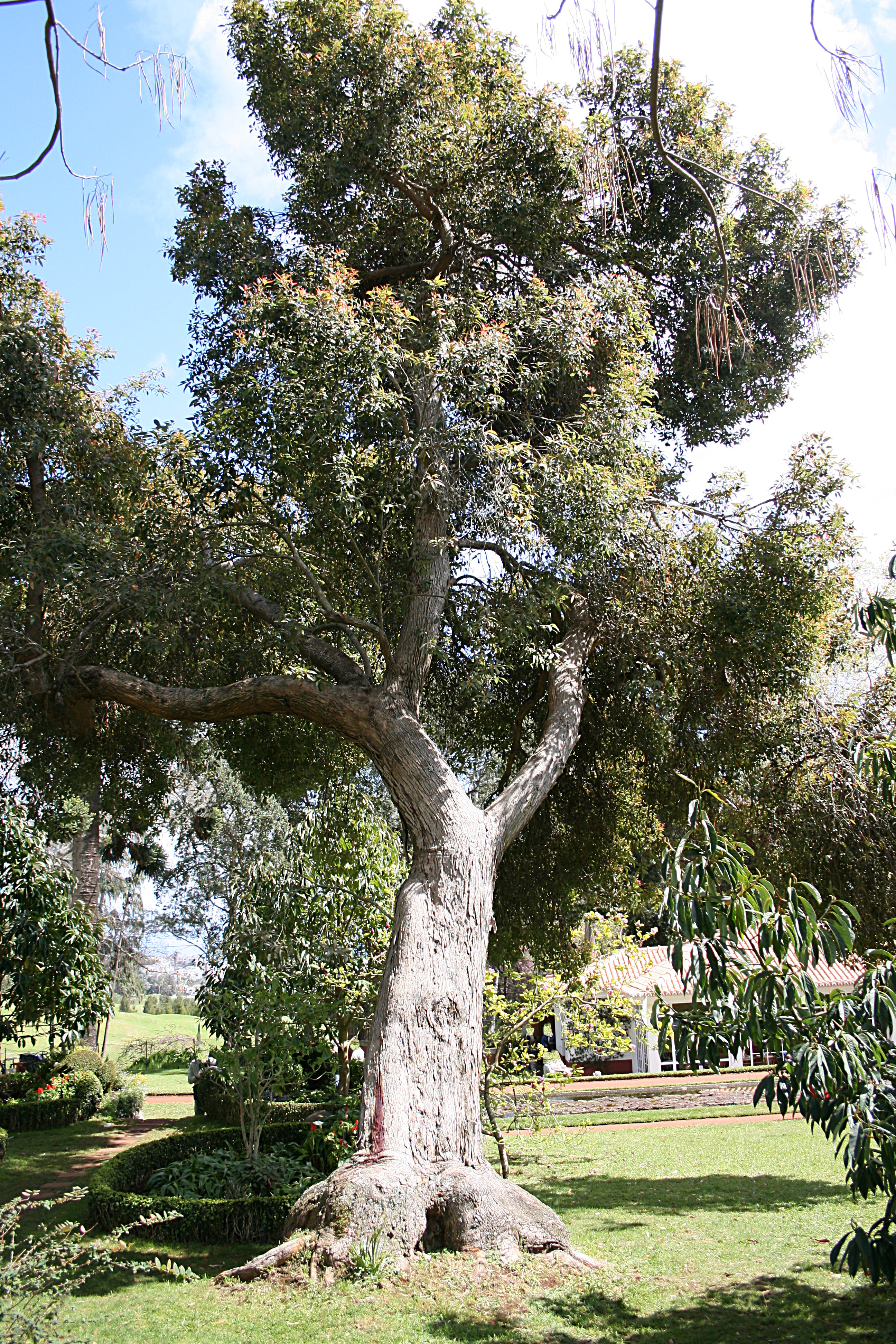
Vista de la planta

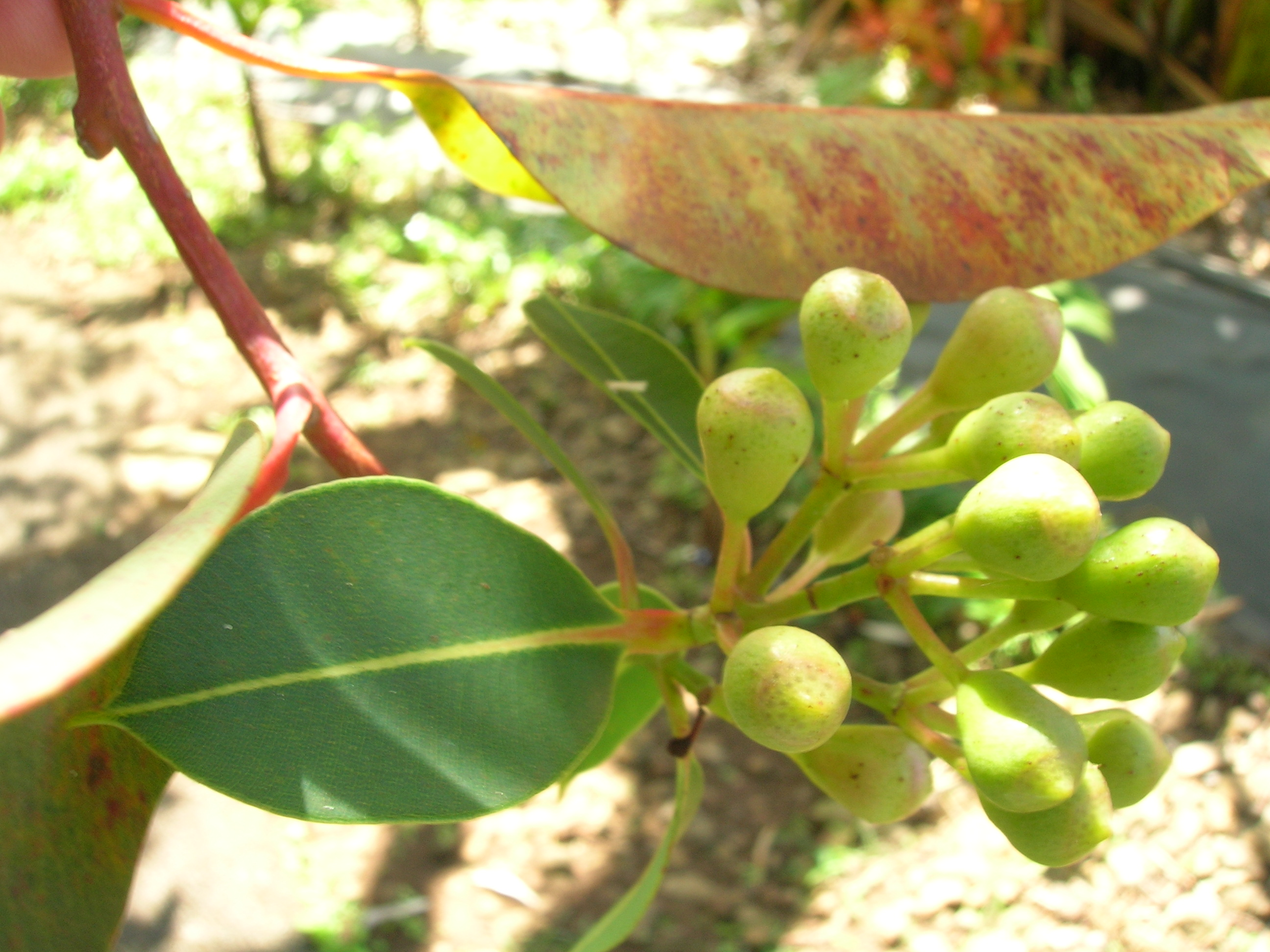
Botones florales.

## Distribución
Es nativo de un área pequeña de las costas del sur de Australia Occidental (de apenas decenas de kilómetros) al este de la localidad de Walpole (430 km al sudeste de Perth), no es considerada vulnerable en estado salvaje.
En Australia se le denomina "red flowering gum" (eucalipto de flor roja) y este nombre se usa frecuentemente, pero generalmente no para indicar Corymbia ficifolia en particular como opuesto a los de su propia especie y otros árboles similares.
Hay varias especies de árboles parecidos con el mismo nombre común. El propio nombre es algo erróneo ya que si bien todos los eucaliptos florecen, muchas flores son rojas, Corymbia ficifolia no es un "eucalipto" (en inglés le llaman también "Gum"), en Australia le llaman al género Corymbia "Bloodwood" (palo de sangre o árbol de sangre), Corymbia ficifolia y sus flores pueden tener algunos tonos entre crema pálido, rosa, anaranjado o profundo carmesí.
En la naturaleza prefiere suelo infértil, arenoso, pero se adapta fácilmente a una gran diversidad de condiciones templadas, no se debe exponer a severas heladas o demasiada humedad tropical. Ideal como árbol de calle: algo resistente al frío, de moderado crecimiento, y no crece exageradamente como para requerir poda. 
No se reproduce por estacas, pero lo hace bien de semilla, tarda alrededor de 7 años antes de que florezca por primera vez y 15-20 años para alcanzar su tamaño final que es de entre 2-8 m como máximo. 
Para un jardinero casero comprar un eucalipto de flor roja del vivero es toda una aventura: porque podría no ser ficifolia, y el color de la flor no se ha domesticado en verdad -no hay manera de averiguar que color las flores adquirirán después de plantar un arbolito y hay que esperar hasta que alcance su madurez. 
Corymbia ficifolia es una pariente estrecha del "eucalipto de puerto Gregorio" (Port Gregory Gum), o  marri  Corymbia calophylla. El marri está muy difundido en el sur de Australia Occidental. Aunque en la naturaleza puede crecer mucho más grande que Corymbia ficifolia (50 m), bajo cultivo este tamaño es raro. 
Las dos especies son muy difíciles de separar taxonómicamente. Es necesario considerar un rango de factores, a tener en cuenta, máxime que se hibrida fácilmente y recordar que la especie es un concepto humano artificial que la naturaleza no siempre obedece.
Corymbia calophylla tiende a poseer: 
- Flores blancas a rosa, aunque con una variación grande.
- Corteza más clara.
- Floración prolífica
- Capullos generalmente verdes
- Hojas más anchas en relación con el largo (pero muy variable).

Corymbia ficifolia:
- Flores anaranjadas a rojas, pero pueden ser casi blancas, rosas, o carmesí.
- Corteza más oscura
- Floración muy prolífica
- Capullos de otros colores: rosa, rojizo, pálido o verde.
- Hojas más largas que anchas.

Muchos ejemplares individuales son claramente una especie o la otra, pero aún expertos no siempre ven la diferencia, particularmente cuando muchos árboles cultivados se han hibridado. 
Ambas especies son inusuales al crecer solo en primavera, lo cual significa que los brotes florales (que abren a fines del verano) están expuestos en el follaje y muy visibles. Ambas especies comparten el hábito de florecer de manera significativa solo en el segundo año; típicamente partes de un determinado árbol florecen un año y en otras partes el siguiente, pero esto varía enormemente. En un típico comportamiento de Corymbia, cada árbol parece tener sus hábitos particulares.

## Taxonomía
Corymbia ficifolia fue descrita por (F.Muell.) K.D.Hill & L.A.S.Johnson y publicado en Telopea 6: 245. 1995.
Sinonimia
- Eucalyptus ficifolia F.Muell.
- Eucalyptus ficifolia var. alba Guilf.
- Eucalyptus ficifolia var. bakeri Guilf.
- Eucalyptus ficifolia var. carmina Blakely
- Eucalyptus ficifolia var. rosea Guilf.[2]